# 라이노피아
라이노피아는 양볼락과의 물고기이다. 몸길이는 16.6cm이다. 

## 특징

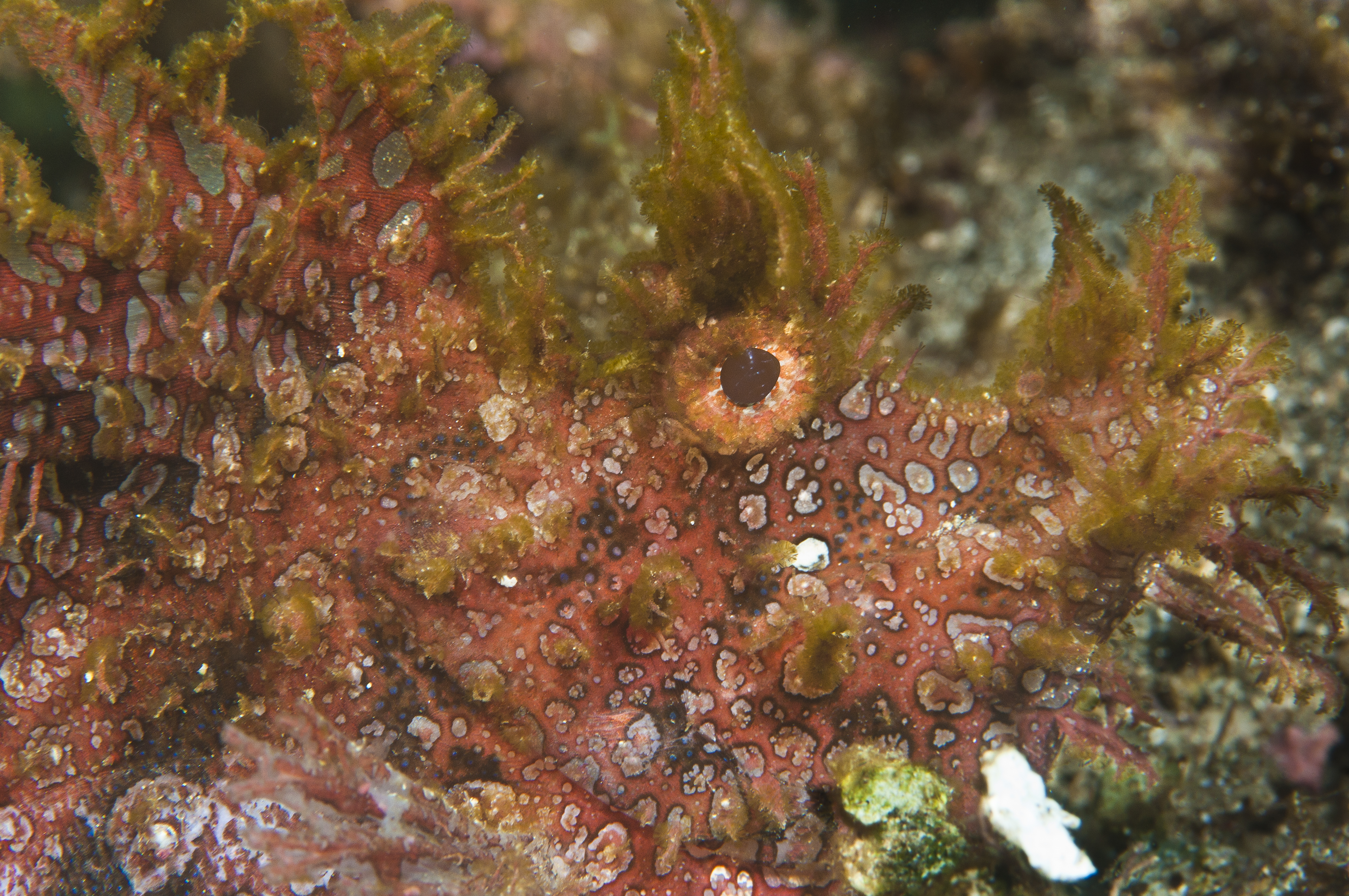

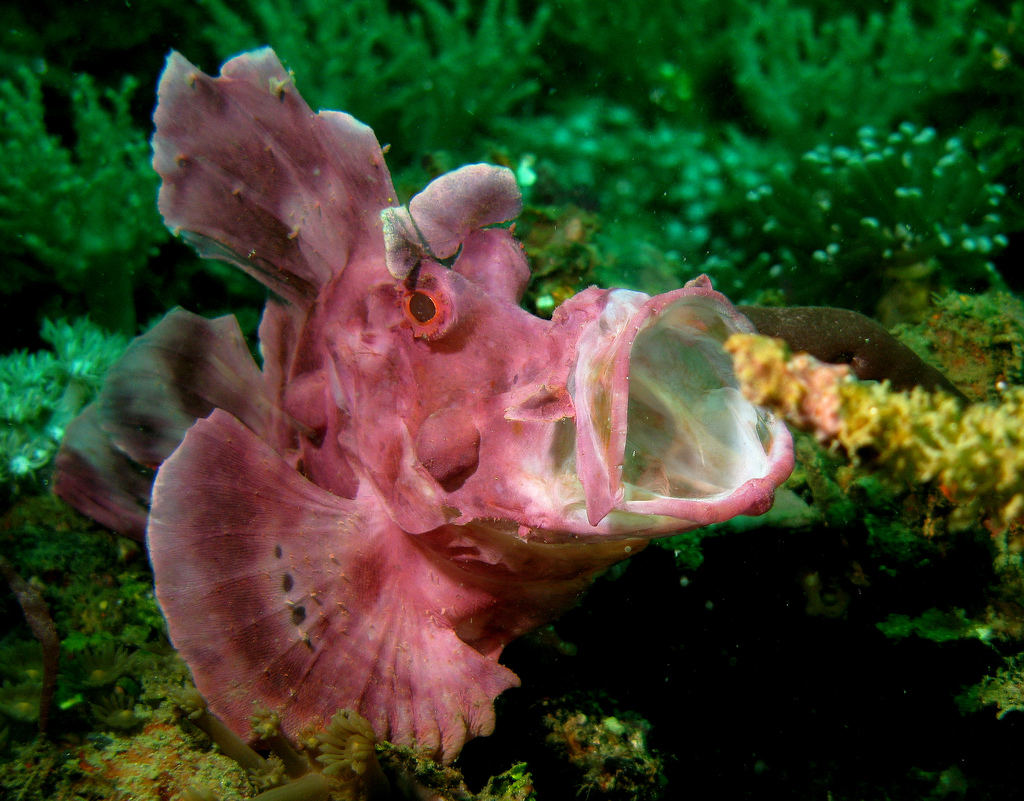

라이노피아의 몸길이는 최대 23cm이고 등지느러미에는 가시 12개와 연조 8~9개가 있다. 뒷지느러미에는 가시 3개와 연조 5개가 있다. 

## 참조
1. ↑  Gerald R. Allen; Roger Steen; Paul Humann; Ned Deloach (2003). 《Reef Fish Identification: Tropical Pacific》. New World Publications. 373쪽. ISBN 978-1878348364.